# ВЕС Барроу
ВЕС Барроу (англ. Barrow) — британська офшорна вітроелектростанція, споруджена в Ірландському морі на захід від Англії.
Місце для розміщення ВЕС обрали за 7 км на південний захід від острова Уолні, який лежить біля узбережжя Камбрії. Тут влітку 2005 року приступило до облаштування фундаментів спеціалізоване самопідйомне судно MPI Resolution. По завершення цих робіт воно з грудня перейшло на монтаж вітрових турбін та завершило його у травні 2006-го.
Монтаж трансформаторного блоку вагою 480 тонн виконав плавучий кран Matador 3, а кабелеукладальне судно Pontra Maris проклало головну експортну лінію електропередачі довжиною 26 км, розраховану на напругу 132 кВ. При цьому з'єднувальні кабелі монтувались одночасно з вітровими турбінами все тим же судном MPI Resolution, яке використовувало свій дистанційно керований апарат LBT1.
ВЕС складається із розташованих на площі 10 км2 тридцяти вітроагрегатів данської компанії Vestas типу V90/3.0 з одиничною потужністю 3 МВт та діаметром ротора 90 метрів, які встановлені на баштах висотою 75 метрів у районі з глибинами моря 15—20 метрів. Їх сукупне річне виробництво складає близько 0,3 млрд кВт·год.